# St-Maclou (Colombiers)

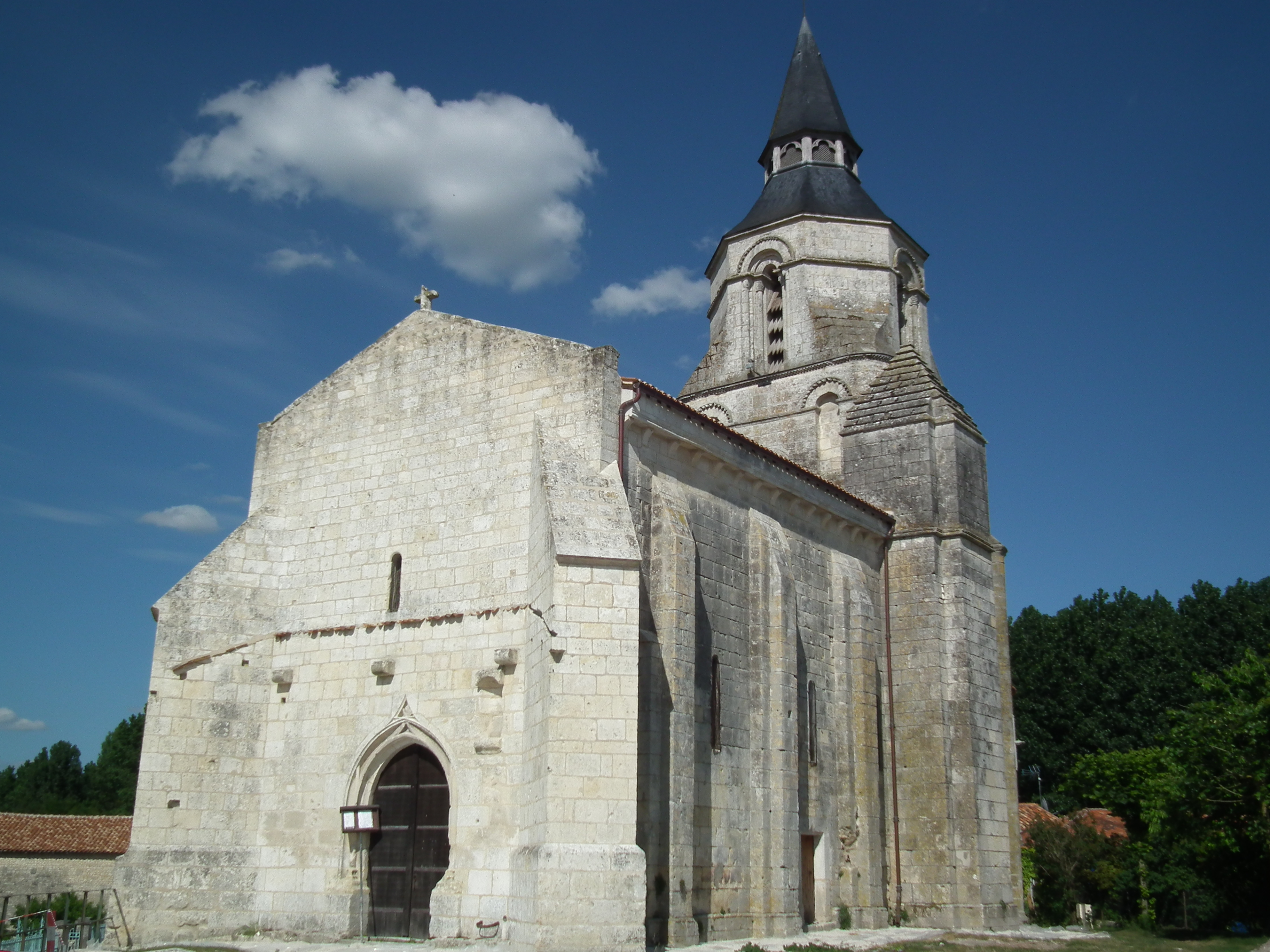
Kirche St-Maclou

St-Maclou ist eine römisch-katholische Kirche in Colombiers im Département Charente-Maritime (Region Nouvelle-Aquitaine). Die zu Ehren des heiligen Machutus geweihte Kirche ist seit 1908 als Monument historique klassifiziert.

## Beschreibung
Die Kirche St-Maclou stellt eine einschiffige romanische Chorturmkirche dar, die im Kern im 12. Jahrhundert errichtet wurde. Das schlichte Langhaus, in dessen Westfassade im 15. Jahrhundert ein Portal im Stil der Flamboyantgotik eingefügt wurde, steht im Kontrast zum im Inneren und Äußeren aufwendig gestalteten und gegliederten Chorturm, dem sich im Osten eine Halbkreisapsis anschließt. Die Kapitelle der Säulen des Chorraums sind unterschiedlich gestaltet und zeigen einen Mann, der inmitten von Laub zwischen zwei Löwen kniet, einen Mann mit spitzem Hut, der von zwei Vögeln angegriffen wird, einen Mann mit Holzbein, eine geflügelte Sphinx mit bärtigem Kopf und ein einziges Kapitell mit einer Szene, die eine religiöse Darstellung enthält, die einen Erzengel und Dämonen darstellt. Eine mit Schiefer gedeckte Pyramidenlaterne vervollständigt seit dem 19. Jahrhundert die Verkleidung des Glockenturms.